# Dallas Anderson
Dallas Anderson (Grieff, 1874 – 1934) foi uma atriz britânica de teatro e cinema, ativa principalmente durante a era silenciosa.

## Filmografia
- The Fordington Twins (1920)
- The Fall of a Saint (1920)
- The Edge of Youth (1920)
- Walls of Prejudice (1920)
- Branded (1921)